# Герман Пістер
Герман Пістер (нар. 21 лютого 1885, Любек, Німецька імперія — пом. 28 вересня 1948, Ландсберзька в'язниця, Ландсберг-ам-Лех, Німеччина) — оберфюрер СС і комендант концтабору Бухенвальд з 21 січня 1942 до квітня 1945 року.

## Життєпис

### До війни
Народився 21 лютого 1885 року в місті Любек в сім'ї фінансового секретаря. У 1916 році вступив до Імперського військово-морського флоту Німеччини і служив до кінця Першої світової війни. У 1918 році розпочав навчання на автомеханіка, а згодом став продавцем і менеджером з продажу автомобілів.
Вступив до нацистської партії (№ 918391) та СС (№ 29892), у 1932 році був зарахований до Моторного ешелону СС. У 1933 році був призначений до дев'ятнадцятого, а в 1936 — до першого моторизованого полку СС. У 1937 році був приписаний до автопарку рейхсфюрера СС Генріха Гіммлера.

### Бухенвальд
З жовтня 1939 року у складі охоронного штабу Організації Тодта займав посаду начальника виховно-трудових таборів, де був відповідальним за організацію і спостереження за «дисциплінарним поводженням» примусових робітників, яких використовували на лінії Зігфріда і в будівництві імперських автобанів. Після закінчення Західної кампанії в 1940 році заснував і очолив спеціальний табір СС Гінцерт, який із липня 1941 року був підпорядкований інспекції концтаборів.
21 січня 1942 року замінив Карла-Отто Коха на посаді коменданта Бухенвальду. За його керівництва в таборі проводилися псевдомедичні експерименти над людьми. З 1942 року у зв'язку зі зростанням кількості ув'язнених погіршилася ситуація з постачанням і умови утримання в таборі. 
На початку квітня 1945 року Пістером було наказано евакуювати в'язнів з Бухенвальду, щоб запобігти їхньому звільненню військами союзників, внаслідок чого приблизно 38 000 осіб було відправлено маршем смерті з Бухенвальда в концтабори Дахау, Флоссенбюрг і Терезієнштадт.
Группу в'язнів, направлених в Дахау 7 квітня 1945 року, привели на залізничну станцію і розмістили у відкритих вагонах. Потяг, отримавший назву «Потяг смерті», прибув до Дахау лише 27 квітня. Багато в'язнів, перебуваючих у вагонах, померли від голоду та хвороб. Існують також докази того, що потяг був обстріляний. Відповідальним за евакуацію в'язнів Бухенвальду і потяг зокрема був призначений оберштурмфюрер СС Ганс Мербах.
У середині квітня 1945 року разом з іншими комендантами Пістер брав участь у нараді в Оранієнбурзі, на якій обговорювали евакуацію ув'язнених із концтаборів Дахау, Маутхаузен і Флоссенбюрг до Тіролю.

### Арешт і смерть
13 червня 1945 року Пістер був заарештований американцями в передмісті Мюнхена. Разом з 30 іншими обвинуваченими він постав перед американським військовим трибуналом у Дахау, де був звинувачений в участі у «спільному плані», спрямованому на порушення законів і звичаїв війни Гаазької конвенції 1907 року і третьої Женевської конвенції 1929 року про права військовополонених. З 11 квітня 1947 року проходив обвинуваченим на Бухенвальдському процесі. 14 серпня 1947 року його визнали винним і засудили до смертної кари через повішення. 28 вересня 1948 року Пістер помер від серцевого нападу в Ландсберзькій в'язниці до приведення вироку у виконання.

## Нагороди
- Почесний хрест ветерана війни з мечами.
- Хрест Воєнних заслуг II класу.
- Почесний кинджал СС (№ 29 892)[7].